# Volta ao Algarve 2012
La Volta ao Algarve 2012, trentottesima edizione della corsa, valida come prova del circuito UCI Europe Tour 2012 categoria 2.1, si svolse in 5 tappe dal 15 al 19 febbraio 2012 su un percorso di 745,2 km complessivi, con partenza da Loulé e arrivo a Portimão. Fu vinta dall'australiano Richie Porte della squadra Sky Procycling, che si impose in 19 ore 2 minuti e 43 secondi alla media di 39,12 km/h.
A Portimão 139 ciclisti portarono a termine la corsa.

## Tappe
| Tappa  | Data        | Percorso                             | km    | Vincitore di tappa   | Leader cl. generale  |
| ------ | ----------- | ------------------------------------ | ----- | -------------------- | -------------------- |
| 1ª     | 15 febbraio | Loulé > Albufeira                    | 151   | Gianni Meersman      | Gianni Meersman      |
| 2ª     | 16 febbraio | Faro > Lagoa                         | 187,5 | Edvald Boasson Hagen | Edvald Boasson Hagen |
| 3ª     | 17 febbraio | Castro Marim > Loulé                 | 194,6 | Richie Porte         | Richie Porte         |
| 4ª     | 18 febbraio | Vilamoura > Tavira                   | 186,3 | Gerald Ciolek        | Richie Porte         |
| 5ª     | 19 febbraio | Lagoa > Portimão (Cron. individuale) | 25,8  | Bradley Wiggins      | Richie Porte         |
| Totale | Totale      | Totale                               | 745,2 |                      |                      |

## Squadre e corridori partecipanti
| N.    | Cod. | Squadra                |
| ----- | ---- | ---------------------- |
| 1-8   | OPQ  | Omega Pharma-Quickstep |
| 11-18 | RNT  | RadioShack-Nissan      |
| 21-28 | MOV  | Movistar Team          |
| 31-38 | SKY  | Sky Procycling         |
| 41-48 | RAB  | Rabobank Cycling Team  |
| 51-58 | LTB  | Lotto-Belisol Team     |
| 61-68 | ALM  | AG2R La Mondiale       |
| 71-78 | BMC  | BMC Racing Team        |
| 81-88 | GRS  | Garmin-Sharp           |
| 91-98 | SAX  | Team Saxo Bank         |

| N.      | Cod. | Squadra                      |
| ------- | ---- | ---------------------------- |
| 101-108 | VCD  | Vacansoleil-DCM              |
| 111-118 | TSV  | Topsport Vlaanderen-Mercator |
| 121-128 | CJR  | Caja Rural                   |
| 131-138 | RVL  | RusVelo                      |
| 141-148 | UHC  | UnitedHealthcare             |
| 151-158 | SKT  | An Post-Sean Kelly Team      |
| 161-168 | EFG  | Efapel-Glassdrive            |
| 171-178 | BOA  | Onda                         |
| 181-188 | PRT  | Carmim-Prio                  |
| 191-198 | LAR  | LA Aluminios-Antarte         |

## Dettagli delle tappe

### 1ª tappa
- 15 febbraio: Loulé > Albufeira – 151 km

Risultati
| Pos. | Corridore         | Squadra       | Tempo    |
| ---- | ----------------- | ------------- | -------- |
| 1    | Gianni Meersman   | Lotto-Belisol | 4h02'17" |
| 2    | Greg Van Avermaet | BMC           | s.t.     |
| 3    | Matti Breschel    | Rabobank      | s.t.     |

| Pos. | Corridore         | Squadra       | Tempo    |
| ---- | ----------------- | ------------- | -------- |
| 1    | Gianni Meersman   | Lotto-Belisol | 4h02'07" |
| 2    | Greg Van Avermaet | BMC           | a 4"     |
| 3    | Matti Breschel    | Rabobank      | a 6"     |

### 2ª tappa
- 16 febbraio: Faro > Lagoa – 187,5 km

Risultati
| Pos. | Corridore            | Squadra        | Tempo    |
| ---- | -------------------- | -------------- | -------- |
| 1    | Edvald Boasson Hagen | Sky Procycling | 4h57'23" |
| 2    | Kris Boeckmans       | Vacansoleil    | s.t.     |
| 3    | Gerald Ciolek        | Omega Pharma   | s.t.     |

| Pos. | Corridore            | Squadra        | Tempo    |
| ---- | -------------------- | -------------- | -------- |
| 1    | Edvald Boasson Hagen | Sky Procycling | 8h59'30" |
| 2    | Gianni Meersman      | Lotto-Belisol  | s.t.     |
| 3    | Kris Boeckmans       | Vacansoleil    | a 4"     |

### 3ª tappa
- 17 febbraio: Castro Marim > Loulé – 194,6 km

Risultati
| Pos. | Corridore     | Squadra        | Tempo    |
| ---- | ------------- | -------------- | -------- |
| 1    | Richie Porte  | Sky Procycling | 4h55'11" |
| 2    | Tiago Machado | RadioShack     | a 8"     |
| 3    | Rui Costa     | Movistar Team  | s.t.     |

| Pos. | Corridore     | Squadra        | Tempo     |
| ---- | ------------- | -------------- | --------- |
| 1    | Richie Porte  | Sky Procycling | 13h54'41" |
| 2    | Tiago Machado | RadioShack     | a 12"     |
| 3    | Rui Costa     | Movistar Team  | a 14"     |

### 4ª tappa
- 18 febbraio: Vilamoura > Tavira – 186,3 km

Risultati
| Pos. | Corridore         | Squadra        | Tempo    |
| ---- | ----------------- | -------------- | -------- |
| 1    | Gerald Ciolek     | Omega Pharma   | 4h35'01" |
| 2    | Matteo Trentin    | Omega Pharma   | s.t.     |
| 3    | Heinrich Haussler | Garmin-Barrac. | s.t.     |

| Pos. | Corridore     | Squadra        | Tempo     |
| ---- | ------------- | -------------- | --------- |
| 1    | Richie Porte  | Sky Procycling | 18h29'42" |
| 2    | Tiago Machado | RadioShack     | a 12"     |
| 3    | Rui Costa     | Movistar Team  | s.t.      |

### 5ª tappa
- 5 febbraio: Lagoa > Portimão – Cronometro individuale – 25,8 km

Risultati
| Pos. | Corridore       | Squadra        | Tempo  |
| ---- | --------------- | -------------- | ------ |
| 1    | Bradley Wiggins | Sky Procycling | 32'48" |
| 2    | Tony Martin     | Omega Pharma   | s.t.   |
| 3    | Richie Porte    | Sky Procycling | a 13"  |

| Pos. | Corridore       | Squadra        | Tempo     |
| ---- | --------------- | -------------- | --------- |
| 1    | Richie Porte    | Sky Procycling | 19h02'43" |
| 2    | Tony Martin     | Omega Pharma   | a 37"     |
| 3    | Bradley Wiggins | Sky Procycling | a 44"     |

## Evoluzione delle classifiche
| Tappa              | Vincitore            | Classifica generale  | Classifica a punti   | Classifica scalatori | Classifica sprint | Classifica giovani | Classifica a squadre |
| ------------------ | -------------------- | -------------------- | -------------------- | -------------------- | ----------------- | ------------------ | -------------------- |
| 1ª                 | Gianni Meersman      | Gianni Meersman      | Gianni Meersman      | Karsten Kroon        | Karsten Kroon     | Rui Costa          | AG2R La Mondiale     |
| 2ª                 | Edvald Boasson Hagen | Edvald Boasson Hagen | Matti Breschel       | Karsten Kroon        | Raúl Alarcón      | Rui Costa          | Vacansoleil-DCM      |
| 3ª                 | Richie Porte         | Richie Porte         | Matti Breschel       | Sérgio Sousa         | Raúl Alarcón      | Tiago Machado      | Movistar Team        |
| 4ª                 | Gerald Ciolek        | Richie Porte         | Edvald Boasson Hagen | Sérgio Sousa         | Raúl Alarcón      | Rui Costa          | Movistar Team        |
| 5ª                 | Bradley Wiggins      | Richie Porte         | Edvald Boasson Hagen | Sérgio Sousa         | Raúl Alarcón      | Rui Costa          | Sky Procycling       |
| Classifiche finali | Classifiche finali   | Richie Porte         | Edvald Boasson Hagen | Sérgio Sousa         | Raúl Alarcón      | Rui Costa          | Sky Procycling       |

## Classifiche finali

### Classifica generale
| Pos. | Corridore             | Squadra        | Tempo     |
| ---- | --------------------- | -------------- | --------- |
| 1    | Richie Porte          | Sky Procycling | 19h02'43" |
| 2    | Tony Martin           | Omega Pharma   | a 37"     |
| 3    | Bradley Wiggins       | Sky Procycling | a 44"     |
| 4    | Jurgen Van Den Broeck | Lotto-Belisol  | a 50"     |
| 5    | Rui A. Faria da Costa | Movistar Team  | a 58"     |
| 6    | Tiago Machado         | RadioShack     | a 1'02"   |
| 7    | Tejay van Garderen    | BMC            | a 1'13"   |
| 8    | Andrew Talansky       | Garmin-Barrac. | a 1'14"   |
| 9    | Johnny Hoogerland     | Vacansoleil    | a 1'33"   |
| 10   | Gianni Meersman       | Lotto-Belisol  | a 1'39"   |

### Classifica a punti
| Pos. | Corridore            | Squadra        | Punti |
| ---- | -------------------- | -------------- | ----- |
| 1    | Edvald Boasson Hagen | Sky Procycling | 41    |
| 2    | Gerald Ciolek        | Omega Pharma   | 41    |
| 3    | Matti Breschel       | Rabobank       | 29    |
| 4    | Gianni Meersman      | Lotto-Belisol  | 27    |
| 5    | Kris Boeckmans       | Vacansoleil    | 26    |

### Classifica scalatori
| Pos. | Corridore            | Squadra        | Punti |
| ---- | -------------------- | -------------- | ----- |
| 1    | Sérgio Sousa         | Efapel         | 12    |
| 2    | José Gonçalves       | Onda           | 10    |
| 3    | Tomas Swift-Metcalfe | Carmim-Prio    | 10    |
| 4    | Richie Porte         | Sky Procycling | 9     |
| 5    | Tiago Machado        | RadioShack     | 7     |

### Classifica sprint
| Pos. | Corridore          | Squadra       | Punti |
| ---- | ------------------ | ------------- | ----- |
| 1    | Raúl Alarcón       | Efapel        | 7     |
| 2    | Niels Wytinck      | An Post-Kelly | 6     |
| 3    | Michał Kwiatkowski | Omega Pharma  | 3     |
| 4    | Jan Bakelants      | RadioShack    | 3     |
| 5    | Hugo Sabido        | LA Aluminios  | 3     |

### Classifica a squadre
| Pos. | Squadra            | Tempo     |
| ---- | ------------------ | --------- |
| 1    | Sky Procycling     | 57h11'45" |
| 2    | Lotto-Belisol Team | a 1'25"   |
| 3    | Movistar Team      | a 1'38"   |
| 4    | Vacansoleil-DCM    | a 1'49"   |
| 5    | Omega Pharma       | a 1'59"   |